# 페란 토레스
페란 토레스 가르시아 (Ferran Torres García, 2000년 2월 29일 ~ )는 스페인의 축구 선수로 현재 스페인 라리가의 바르셀로나에서 윙어로 뛰고 있다.

## 선수 경력

### 클럽
2016년 발렌시아 CF 산하 2군팀인 발렌시아 CF 메스타야에서 데뷔하여 3부 리그에서 12경기를 소화하다가 2017-18 시즌 중반 1군팀에 합류한 후 2019-20 시즌까지 공식전 97경기 9골을 기록하며 라리가 2시즌 연속 4위(2017-18, 2018-19), 2017-18년 코파 델 레이 4강, 2018-19년 코파 델 레이 우승, 2018-19년 UEFA 유로파리그 4강 진출 등에 기여했다.
2019-20 시즌을 마친 후 계약기간 5년·약 338억원의 이적료에 잉글랜드 프리미어리그 강호 맨체스터 시티와 입단 계약을 체결한 후 현재까지 프리미어리그 2020-21 우승, 2020-21년 잉글랜드 FA컵 4강, 2020-21년 EFL컵 우승, 2020-21년 UEFA 챔피언스리그 준우승 등에 일조했다.
2021년 12월 28일, 바르셀로나와 맨체스터 시티 모두 토레스가 2027년 6월까지 5년 계약을 맺고 바르셀로나로의 영구 이적을 완료했으며, 이 계약에는 10억 유로의 탈퇴 조항이 포함되어 있다. 2022년 1월 20일, 토레스는 코파 델 레이 16강에서 엑스트라 타임 종료 직전에 아틀레틱 빌바오와의 경기에서 바르셀로나를 상대로 3-2로 패배하며 바르셀로나에서 첫 골을 넣었다. 2022년 3월 20일, 그는 첫 번째 엘 클라시코에서 골을 넣고 피에르-에메릭 오바메양에게 어시스트하여 바르셀로나가 리그 선두에 대해 4-0으로 외진 승리를 거두는 데 도움이 되었다. 클럽에서의 첫 6개월 동안 토레스는 모든 대회에서 25경기에 출전하여 7골을 넣었다.
2022-23 시즌 시작부터 토레스는 자신의 컨디션에 어려움을 겪었으며, 종종 우스마네 덤벨레와 신인 라핀야 그리고 로베르트 레반도프스키를 선호해야 하는 경우에는 벤치에 앉았다. 2023년 2월 19일, 그는 카디스를 상대로 리그에서 2-0으로 승리하는 경기에서 맨 오브 더 매치를 펼쳤다. 그 다음 날, 토레스는 인터뷰에서 "끝없는 우울 속에 빠졌다"며 자신의 컨디션 저하 기간 동안 심리학자와 함께 일했다고 밝혔다.
2024년 1월 21일, 토레스는 바르셀로나에서의 첫 번째 해트트릭을 달성하고 클럽 100경기 출전을 앞두고 있는 조앙 펠릭스에게 어시스트하여 바르셀로나가 레알 베티스를 상대로 원정에서 4-2로 승리했다.

### 국가대표팀
스페인 U-17 대표팀의 일원으로 24경기 2골을 기록하며 2017년 UEFA U-17 축구 선수권 대회 우승, 2017년 FIFA U-17 월드컵 준우승에 공헌한 뒤 스페인 U-19 대표팀 소속으로 2년 후 열린 2019년 UEFA U-19 축구 선수권 대회에서도 2골을 터뜨려 팀 우승의 중추적인 역할을 수행했다.
이후 2019년 9월 22일 스페인 성인대표팀에 첫 합류한 뒤 이듬해 9월 3일 독일과의 2020-21년 UEFA 네이션스리그 A 4조 1차전에서 국제 A매치 데뷔전을 치렀고 3일 후에 열린 우크라이나와의 2차전에서 A매치 데뷔골을 터뜨리더니 독일과의 최종전에서는 해트트릭을 작성하며 팀의 4강 진출의 일등공신이 되었다.
그리고 코로나19 범유행으로 1년 연기된 UEFA 유로 2020 본선 26인 엔트리에 합류하여 슬로바키아와의 E조 조별리그 최종전과 2018년 FIFA 월드컵 준우승팀인 크로아티아와의 16강전에서 각각 1골씩 터뜨리며 UEFA 유로 2012 우승 이후 스페인의 9년만의 유로 대회 4강 진출을 조력했다.
그 후 2021년 UEFA 네이션스리그 결선 토너먼트 2경기에서도 2골을 기록하며 팀의 준우승에 기여하는 모습을 보여주었다.

## 수상

### 클럽
발렌시아 CF
- 라리가 : 4위 (2017-18, 2018-19)
- 코파 델 레이 : 우승 (2018-19), 4강 (2017-18)
- UEFA 유로파리그 : 4강 (2018-19)

 맨체스터 시티
- 프리미어리그 : 우승 (2020-21)
- 잉글랜드 FA컵 : 4강 (2020-21)
- EFL컵 : 우승 (2020-21)
- UEFA 챔피언스리그 : 준우승 (2020-21)

### 국가대표팀
스페인 U-17
- UEFA U-17 축구 선수권 대회 : 우승 (2017)
- FIFA U-17 월드컵 : 준우승 (2017)

 스페인 U-19
- UEFA U-19 축구 선수권 대회 : 우승 (2019)

 스페인
- UEFA 유럽 축구 선수권 대회 : 4강 (2020)
- UEFA 네이션스리그 : 준우승 (2021)

### 개인
- UEFA U-19 축구 선수권 대회 드림팀 : 2019
- 맨체스터 시티 선정 올 시즌 최고의 골 : 2020-21